# 阿塞勒布瓦讷
阿塞勒布瓦讷（法語：Assé-le-Boisne，法語發音：[ase lə bwan]）是法国萨尔特省的一个市镇，属于马梅尔斯区。

## 地理
阿塞勒布瓦讷（48°19'21"N, 0°0'29"W）面积28.39 平方千米，位于法国卢瓦尔河地区大区萨尔特省，该省份为法国西北部内陆省份，北起顺时针与奥恩省、厄尔-卢瓦省、卢瓦-谢尔省、安德尔-卢瓦尔省、曼恩-卢瓦尔省和马耶讷省接壤，是法国大西部的入口，连接卢瓦尔河谷、布列塔尼和巴黎盆地。
与阿塞勒布瓦讷接壤的市镇（或旧市镇、城区）包括：苏热勒加讷隆、杜耶、热讷勒冈德兰、圣欧班德洛克奈、圣莱奥纳尔德布瓦、圣旺德曼布雷、萨尔特河畔弗雷奈。

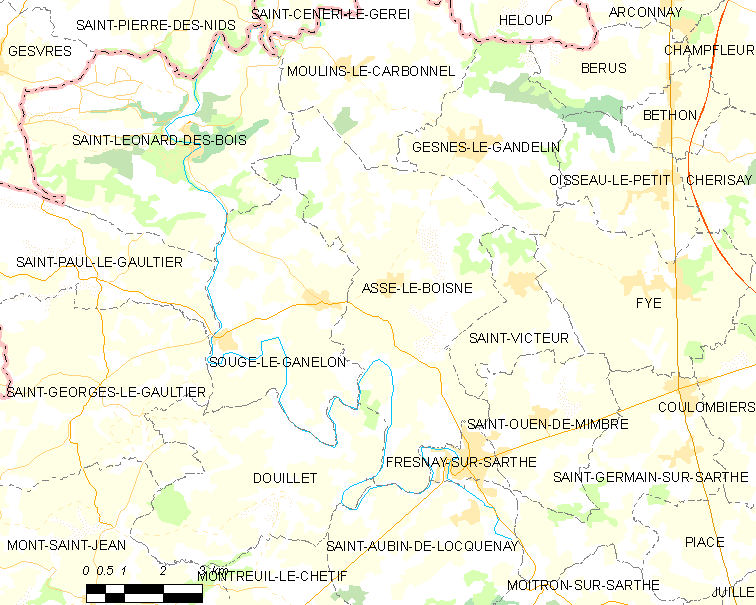
阿塞勒布瓦讷的OSM定位图

阿塞勒布瓦讷的时区为UTC+01:00、UTC+02:00（夏令时）。

## 行政
阿塞勒布瓦讷的邮政编码为72130，INSEE市镇编码为72011。

## 政治
阿塞勒布瓦讷所属的省级选区为锡耶勒纪尧姆县。

## 人口

1962-2008年间阿塞勒布瓦讷人口变化图示

阿塞勒布瓦讷于2022年1月1日时的人口数量为898人。